# J'ai quitté l'Aquitaine
Pour plus de détails, voir Fiche technique et Distribution.
J'ai quitté l'Aquitaine est un téléfilm documentaire français réalisé par Laurent Roth en 2005. Dans une forme de psychodrame, il met en scène Laurent Roth lui-même, qui réunit les membres de sa famille autour d'une boîte de jeu de construction afin d'essayer de reconstituer le plus exactement possible le bonheur tel qu'il était dans la maison de famille du Cap Ferret, vendue vingt-cinq ans plus tôt.

## Synopsis
Le narrateur et personnage principal, incarné par Laurent Roth lui-même, est interné dans un asile. Il cherche la guérison en invitant l'ensemble des membres de sa famille pour une expérience collective. Autour d'un jeu de construction et de bobines de films de famille, chacun devra tenter de reconstituer le plus précisément possible le bonheur tel qu'il fut dans la maison de famille du Cap Ferret, vendue il y a vingt-cinq ans maintenant. Mais ce petit exercice va faire ressurgir des souvenirs enfouis et rien ne se passera comme prévu,...

## Genèse du film
En tombant sur les films de son grand-père, tournés entre 1953 et 1979 dans la maison de famille du Cap Ferret, Laurent Roth ravive la douleur de la perte du lieu de l'enfance. Il décide alors de faire l'état des lieux mental des souvenirs des membres de la famille qui se réunissaient autrefois dans la propriété aquitaine,. 
Après avoir reçu l'aide au court-métrage du CNC (qui peut également permettre de soutenir un documentaire, comme dans le cas présent), Laurent Roth se rapproche de Cauri Films où il obtient le soutien nécessaire pour la tournure plus fictionnelle qu'il souhaite donner au projet, après la découverte de l'existence du "test du village imaginaire" de Roger Mucchielli.
Avec l'enregistrement de soixante-quinze heures de rushes, le temps manque au montage et il faut chercher de nouveaux financements. D'abord envisagé comme un film pour le cinéma, le projet se tourne vers la télévision grâce au soutien de France 2 qui accepte le film sous la forme d'un court-métrage d'une trentaine de minutes (qui donnera la version courte du film, Une Maison de famille.). En parallèle, France 3 Aquitaine achète une version de 52 minutes du film, qui intégrerait les archives familiales tournées dans la région, ainsi qu'un tournage sur place de quelques jours où le réalisateur entreprendra d'accroître la folie de son personnage, son banc sous le bras dans la dune du Pilat. 
La production obtient enfin deux aides supplémentaires pour la musique originale (de la part de la SACEM et du CNC) qui permettent l'écriture de la partition d'une chanson qui occupe finalement une part très importante dans la dramaturgie du film. Laurent Roth réunit une chorale formée par les membres de sa famille et tourne la fin du film, un an et trois mois après le premier tournage. Le film est enfin terminé après quatre mois de montage/mixage pour le court-métrage, puis après six semaines supplémentaires pour la version longue. Laurent Roth reconnaît lui-même le caractère fondateur de ce film où il a appris à assumer "[sa] voix, [son] personnage, [sa] manière de faire des films, qui se retrouvera dans tout ce [qu'il fera] à l'avenir.",. 

## Fiche technique
- Titre : J'ai quitté l'Aquitaine
- Réalisation : Laurent Roth
- Scénario : Laurent Roth
- Montage : Ludovic Berrivin
- Photographie : Esti, Antoine Tracou, Jean-Charles Fitoussi
- Ingénieur du son : Alberto Crespo
- Mixage : Isabelle Rougeot
- Musique additionnelle : Prélude du Clavier bien tempéré de Jean-Sébastien Bach
- Musique originale : "J'ai quitté l'Aquitaine", paroles de Laurent Roth, musique de Jean-Christophe Marti
- Production : Cauri Films
- Directrice de production : Marie-Claude Reverdin
- Distribution : Adav Europe
- Diffusion : France 3 Aquitaine ; France 2
- Pays d’origine :  France
- Format : Vidéo couleur / Noir&Blanc
- Genre : Documentaire
- Durée : 52 minutes

## Festivals

### Année 2005
- Écrans Documentaires / Arcueil
- Premières Journées Européennes des Inédits / Luxembourg
- Traces de Vies / Vic-le-Comte / Clermont-Ferrand

### Année 2006
- Rencontres « du Réel à l’Imaginaire » / Manosque
- Festival international It’s all true/ Rio de Janeiro/ Sao Paulo (Brésil)
- Premier Festival du Film de famille / Saint-Ouen (film d’ouverture)
- Cycle Mémoires Familiales, Musée d’Art et d’Histoire du Judaïsme / Paris

### Années suivantes
- Festival Paris Tout Court / Paris (2007)
- Festival du film de Famille / Annonay (2007)
- Rencontres Images de Ville / Aix-en-Provence (2007)
- Séminaire « Écritures du Passé » / Paris X-Nanterre (2008)
- Festival « Mensonge et trahison » / Lassalle (2008)
- Intégrale Laurent Roth / Le Centquatre / Paris (2009)
- Mois du documentaire (2011)
- Rencontres cinématographiques de Pézenas (2012)
- Mois du documentaire (2013)
- Mois du documentaire (2014)
- Rencontres internationales du moyen métrage de Brive (2018)

#### Prix
- 2005 : Traces de Vies / Vic-le-Comte / Clermont-Ferrand : Prix de la création
- 2006 : Nomination aux Étoiles de la Scam

### Version courte (Une maison de famille)
- Visions du Réel / Nyon (Suisse) (2005)
- Rencontres du CLEMI / Toulouse (2005)
- Docs en court / Lyon (2005)
- Songes d’une nuit DV / Saint-Denis (2005)
- Festival international Doc Aviv / Tel-Aviv (Israël) (2006)

## Réception critique
La critique reçoit le film de manière favorable.
Les critiques soulignent l'originalité d'un film ou la fiction et le documentaire s'entremêlent (Jérémie Couston de Télérama affirme ainsi qu'"il écrit et tourne une fiction documentaire, genre hybride qui a sa préférence et autorise toutes les audaces, les faux mensonges comme les vraies impudeurs.") pour parler de l'enfance perdue, comme Emmanuelle Ducournau dans Le Monde : "L’obsession  du réalisateur, énoncée sans détour, est aussi naïve que poétique : ressusciter le paradis perdu de son enfance. Cette fiction du réel, généreuse et sensible, explore ainsi l’univers de la réminiscence, avec ce qu’il charrie de crispation, de doute et de solitude" ; ou Eléonore Colin, des Inrockuptibles : "Se souvenir de l’enfance, conscientiser la perte de sa pureté originelle en fantasmant sa beauté naïve, cela peut – vous l’avez appris à vos dépens – être infiniment brutal au regard des adultes que nous sommes. Angéliques et désabusés à la fois".